# Station Moustéru
Station Moustéru is een spoorweghalte in de Franse gemeente Moustéru. Zij wordt bediend door treinen van het netwerk TER Bretagne op het traject Guingamp - Carhaix.